# Wild Eyes
Singles de Nana Mizuki
Innocent Starter
(2004) Eternal Blaze
(2005)
Wild Eyes est le 11e Single de la chanteuse et seiyū japonaise Nana Mizuki sorti le 18 mai 2005 sous le label King Records. Il arrive 13e à l'Oricon et reste classé 5 semaines pour un total de 20 997 exemplaires vendus.
Wild Eyes a été utilisé comme 2e thème de fermeture de l'anime Basilisk ~Kouga Ninpou Chou~ tandis que Hime Murasaki a été le 1er thème de fermeture. 76th Star a été utilisé comme thème d'ouverture du CD Drama Itazura na Kiss et Suki! comme thème de fermeture. 76th Star est aussi une reprise de la chanson homonyme du célèbre groupe japonais REBECCA. Wild Eyes se trouve sur l'album Hybrid Universe et sur la compilation The Museum.

## Liste des titres
| 1. | Wild Eyes (lit. Yeux sauvages)                          | 4:11 |
| 2. | Hime Murasaki (ヒメムラサキ (lit. La princesse pourpre) | 5:02 |
| 3. | 76th Star (lit. La 76e étoile)                          | 4:10 |
| 4. | Suki! (好き！ lit. Je t'aime!)                          | 4:24 |

Auteurs : Les paroles de la 1re, 2e et 4e chanson sont composées par Nana Mizuki. La musique et les arrangements de la 1re et 2e chanson sont composées par Junpei Fujima (Elements Garden). Les paroles de la 3e chanson sont composées par Nokko et Sawa Chihiro tandis que la musique est faite par Akio Dobashi et les arrangements par Kōta Igarashi. Ce dernier a également composé la musique et fait les arrangements de la dernière chanson.